# Mercedes MGP W01
El Mercedes MGP W01 fue el monoplaza con el cual compitió en la temporada 2010 de Fórmula 1 el equipo Mercedes GP. Sus pilotos principales fueron Michael Schumacher y Nico Rosberg.

## Presentación
El MGP W01 fue presentado online el 25 de enero de 2010. Pero la única parte del coche que se presentó fueron los colores (en realidad, era un Brawn repintado).
El chasis final fue mostrado el día 1 de febrero de 2010 en el Circuito de Cheste, mostrando como principales diferencias visuales un morro mucho más alto al estilo de Red Bull y un capó motor más largo y recto. Nico Rosberg fue el encargado de sacarlo a pista, y después, Michael Schumacher tomó su relevo.

## Resultados

### Fórmula 1
(Clave) (negrita indica pole position) (cursiva indica vuelta rápida)

| Año  | Motor                   | Neu. | N.º | Pilotos            | 1   | 2   | 3   | 4   | 5   | 6   | 7   | 8   | 9   | 10  | 11  | 12  | 13  | 14  | 15  | 16  | 17  | 18  | 19  | Puntos | Pos. |
| ---- | ----------------------- | ---- | --- | ------------------ | --- | --- | --- | --- | --- | --- | --- | --- | --- | --- | --- | --- | --- | --- | --- | --- | --- | --- | --- | ------ | ---- |
| 2010 | Mercedes FO 108X 2.4 V8 | B    |     |                    | BHR | AUS | MYS | CHN | ESP | MON | TUR | CAN | EUR | GBR | GER | HUN | BEL | ITA | SIN | JPN | RCO | BRA | ABU | 202    | 4º   |
| 2010 | Mercedes FO 108X 2.4 V8 | B    | 3   | Michael Schumacher | 6   | 10  | Ret | 10  | 4   | 12  | 4   | 11  | 15  | 9   | 9   | 11  | 7   | 9   | 13  | 6   | 4   | 7   | Ret | 202    | 4º   |
| 2010 | Mercedes FO 108X 2.4 V8 | B    | 4   | Nico Rosberg       | 5   | 5   | 3   | 3   | 13  | 7   | 5   | 6   | 10  | 3   | 8   | Ret | 6   | 5   | 5   | 17≠ | Ret | 6   | 4   | 202    | 4º   |

- ≠ El piloto no acabó el Gran Premio, pero se clasificó al completar el 90% de la distancia total.